# Christus König (Dalum)
Christus König ist die römisch-katholische Christkönigskirche in Dalum, einem Ortsteil der Gemeinde Geeste zwischen Meppen und Lingen im niedersächsischen Landkreis Emsland. Die Kirche gehört zum Dekanat Emsland-Mitte des Bistums Osnabrück und ist seit 2006 Teil der Katholischen Pfarreiengemeinschaft Geeste.  Die Pfarrgemeinde Christus König ist zuständig für die Ortsteile Dalum und Wachendorf. Die Pfarrkirche befindet sich in der Ortsmitte.

## Geschichte
Die Kirche wurde 1931 nach Plänen des Architekten Hans Lühn aus Lingen errichtet. Die Weihe am 11. November 1931 nahm Bischof Wilhelm Berning vor. Wegen der stark gestiegenen Katholikenzahl wurde der Altarbereich im südwestlichen Teil Ende 1956 abgerissen und es wurden ein Querschiff und ein Chor nach Plänen des Architekten Josef Feldwisch-Dentrup sen. aus Osnabrück angebaut. Konsekriert wurde dieser Erweiterungsteil 1957 durch Bischof Helmut Hermann Wittler. Die Kirche wurde 1987 umfangreich renoviert.

## Gebäude und Ausstattung
Die basilikale Backsteinkirche ist schlicht in Form und Gestaltung. Das neuere Querschiff und der Chor sind dem älteren Hauptschiff mit den niedrigen Seitenschiffen harmonisch angepasst. Das Dach aus hellroten Tonziegeln ist vielgestaltig. Das Hauptschiff des Langhauses, das Querschiff, der Chor und die Sakristei haben Satteldächer; die Seitenschiffe und Seiteneingänge Pultdächer; der Chorschluss ein dreiteiliges Faltdach. Der über Eck gestellte quadratische Turm im Nordosten hat eine stark verjüngte kupferbedeckte Spitze mit einem großen Kreuz und verfügt über vier Turmuhren. Über der Vierung bereichert ein unten geöffneter Dachreiter mit einem Posaunenengel auf der Helmspitze den Gesamteindruck der von Bäumen, Büschen und Rasenflächen umgebenen Kirche.
Das Hauptschiff wird durch verklinkerte Freipfeiler gestützt. Im Obergaden werden sie als flache Wandpfeiler fortgesetzt. Die waagerechte weiße Holzdecke überspannt den Raum. Die niedrigen Seitenschiffe, das Querschiff und der Chor haben ebenfalls Flachdecken. Die naturfarbenen hellen Kirchenbänke stammen aus dem Jahr 1987. Der Taufstein wurde 2006 in der Mitte des Kirchenschiffes aufgestellt. Ein Schriftzug an der Orgelempore „TE DEUM LAUDAMUS“ (Dich Gott, loben wir) ist vom Altarraum aus gut zu erkennen.

### Altarbereich
Beim Betreten der Kirche führt der Blick auf das große Mosaik-Hängekreuz Christus König über dem Altar, der in der Mitte des um drei Stufen erhöhten Altarbereichs steht. Der Altar, das Lesepult (der Ambo) und der Sockel des Tabernakels bestehen aus Anröchter Dolomit, einem grünlichen Kalkstein aus der Soester Börde. Auch der Taufstein im Kirchenschiff besteht aus diesem Material. Zwei Seitenaltäre befinden sich im Querschiff.

### Mosaiken
Über den Seitenaltären glitzern Mosaiken an den Wänden: das Bildnis der Schutzmantelmadonna und des hl. Papstes Pius X. Das Mosaik des auferweckten Christus mit der Königskrone im Hängekreuz weist deutlich auf den Namen der Kirche hin.

### Statuen
An vier Pfeilern im Mittelschiff sind Heiligenfiguren angebracht: die Gottesmutter Maria, der heilige Josef, der heilige Aloisius und ein Engel.

### Fenster
In den Seitenschiffen befinden sich bleiverglaste gestreckte Doppelfenster mit Spitzbögen. Auf der Ostseite belebt ein bodentiefes großes Betonglasfenster den nach außen ausgelagerten Kapellenraum mit der hölzernen Pietà. Die Obergaden im Langhaus haben gedrungene Einzelfenster. Im Querhaus sind auf der West- und Ostseite je drei senkrechte Fensterbänder. Der Chorschluss mit elf senkrechten Buntglasfensterbändern weist unterschiedliche Blautöne auf, die durch kleine kreuzförmige rote und weiße Glasstücke unterbrochen werden.